# Tjöck å
Tjöck å (finska: Teuvanjoki) är ett vattendrag i Finland.   Det ligger i landskapet Österbotten, i den sydvästra delen av landet, 300 km nordväst om huvudstaden Helsingfors.